# Spoorlijn Marle-sur-Serre - Montcornet
De Spoorlijn Marle-sur-Serre - Montcornet was een Franse spoorlijn van Marle naar Montcornet. De lijn was 21 km lang.

## Geschiedenis
De lijn werd aangelegd door de Compagnie des chemins de fer secondaires du Nord-Est en geopend in 1907. Reizigersverkeer werd opgeven in 1952, in 1959 werd de lijn gesloten en vervolgens opgebroken.

## Aansluitingen
In de volgende plaatsen is of was er een aansluiting op de volgende spoorlijnen:
Marle-sur-Serre
RFN 229 000, spoorlijn tussen La Plaine en Anor
RFN 229 611, stamlijn Marle
Montcornet
RFN 228 000, spoorlijn tussen Laon en Liart